# Джерело «Циганське»
Джерело «Циганське» — гідрологічна пам'ятка природи місцевого значення. Розташована на території Брідоцької сільської ради Гайсинського району Вінницької області. Оголошена відповідно до рішення Вінницького облвиконкому від 29.08.1984 р. № 371. Охороняється цінне джерело ґрунтової води добрих смакових якостей з великим дебітом, що має водорегулююче значення.